# Beseda
Glej tudi beseda (ples).
Beséda je v jezikoslovju najmanjša samostojna jezikovna enota, ki predstavlja ali sporoča pomen, sestavljen iz enega ali več morfemov. V fonologiji je beseda določena kot prozodična enota med morfemom in fonološko frazo. V izgovoru nima tipičnih značilnosti, lahko je ločena od sosednjih besed s premorom, večinoma pa sploh ne.
Sestavljena je iz korena (podstave), ki mu je lahko dodana pripona ali obrazilo (končnica). Zloženke so sestavljene iz dveh ali več korenov besede. Z besedami lahko tvorimo razne fraze (besedne zveze), stavke in povedi.

## Izvor besed
Besede imajo različen izvor. Pri ugotavljanju izvora besed si lahko pomagamo z etimološkim slovarjem, v katerem je vsaka beseda pojasnjena, od kod izvira in kakšen je njen prvoten pomen.
Večina besed v slovenščini je domačih, precej pa je prevzetih.
Domače besede so treh vrst:
- nekatere izvirajo iz prednika današnje slovenščine, iz indoevropskega prajezika, praslovanščine ali zgodnje slovenščine (npr. miza)
- nekatere so nastale v novejšem času na podlagi starejših slovenskih besed in še vedno nastajajo
- nekatere pa izvirajo iz posnemanja naravnih zvokov oz. glasov

### Prevzete besede
So besede, ki so prišle v matični jezik iz jezikov, s katerimi nismo povezani razvojno, temveč zemljepisno ali pa kulturno. Po Toporišiču glede na to, koliko so prevzete besede prilagojene slovenskemu knjižnemu jeziku ločimo:
- sposojenka (pica): to so prevzete besede, ki jih popolnoma prilagodimo slovenskemu knjižnemu jeziku, se pravi, da jih izgovarjamo, pišemo in pregibljemo po naše;
- tujka (renault): to so prevzete besede, ki jih deloma prilagodimo slovenskemu knjižnemu jeziku, se pravi, da jih izgovarjamo in pregibljemo po naše, ohranjamo pa tuji zapis;
- citatna beseda (first lady): to so prevzete besede, ki jih ne prilagodimo slovenskemu knjižnemu jeziku, se pravi, da ohranijo tujih izgovor, zapis in slovnične lastnosti.
- kalk: to so dobesedni prevodi tujih jezikovnih besed v slovenščino (mešalnik – mikser)
- popačenka prevzem tujih besed v neknjižnih jezikovnih zvrsteh (sleng, narečje, žargon). Primer: šrauf, cvikcange, šporget itd.

V jeziku nekatere besede težko definiramo. Pomagamo si s slovarji. Ti kategorizirajo različne lekseme v leme in tako avtor slovarja poda svoje mnenje o tem, kaj »beseda« sploh je.

## Besede v govorjenem jeziku
V govorjenem jeziku je razlikovanje med individualnimi besedami poudarjeno z ritmom in naglasom, kratke besede pa so največkrat izgovorjene brez vmesnega premora. Ker večina besed v svetovnih jezikih ni zapisana, postane znanstvena kategorizacija besed, besednih zvez, ritma in naglasa, s katerim besedo izgovorimo, zelo pomembna.

### Kako postaviti meje med besedami v govoru
Poznamo pet načinov: 
- potencialni premor med besedama: govorec počasi ponovi stavek. Med besede poskuša vstavljati premore. Ta metoda pa ni najbolj zanesljiva, saj bi govorec zlahka meje in premore med besedami postavil nepravilno.

- nedeljivost: govorec govori naglas in ponovi besedilo, kateremu dodamo nove besede, nove besede so vstavljene v stavek na mestu meje med besedami. Nekateri jeziki vsebujejo oblikoslovne prvine, ki se vstavljajo v besedo, navadno v koren. Nekateri jeziki imajo pripone in predpon, lahko so ločljive (ločljivi glagoli v nemškem jeziku).

- najmanjše proste oblike: ameriški lingvist Leonard Bloomfield je leta 1926 predlagal, da naj bi beseda bila najmanjša pomenska enota jezika, ki lahko stoji sama. To povezuje foneme (glasovne enote) v lekseme (pomenske enote). Sem ne sodijo besede, ki so same brez kakršnegakoli pomena (npr. predlogi).

- meje v fonetiki: nekateri jeziki imajo posebna fonetična pravila za izgovorjavo, zaradi česar lažje opazimo, kje naj bi bila meja besede. Vendar pa vsi jeziki nimajo takih priročnih pravil; izjeme pa se pojavljajo tudi pri jezikih, ki jih imajo.

- semantične (pomenoslovne) enote: s to metodo podobno kot pri najmanjših prostih oblikah stavek razčlenimo na njegove najmanjše pomenske enote. Vseeno jezik pogosto vsebuje besede z majhno semantično vrednostjo (te imajo pogosto bolj slovnično vlogo), ali pa semantične enote, ki so sestavljenke.

- pragmatika: idejo, da je leksikalna enota enaka besedi,naj bi prilagodili pragmatičnemu kriteriju. Beseda halo ne obstaja zunaj področja pozdrava, zaradi česa ji je težko določiti pomen zunaj tega. V praksi lingvisti uporabljajo mešanico vseh teh metod za določanje meja besed za katerikoli stavek. Kljub zelo previdni uporabi teh metod je točna definicija besede pogosto še vedno zelo težko opredeljiva.

Obstajajo tudi splošne besede, ki imajo v resnici strokovno definicijo; npr. beseda kmalu, ki po navadi pomeni v roku enega tedna. 

## Besede knjižnega jezika
Knjižni jezik beleži pomene besed in njihovo uporabo preko zapisane besede. Pri urejanju knjižnega jezika se z beleženjem besed izdajajo slovarji, katalogi besed, ki hranijo starinske, moderne, novo-nastale besede.  Besede imajo lahko obenem različne pomene, zato se beležijo lastnosti besede, kot so uporabljene v knjižnem jeziku. Govorjeni jezik je praviloma bolj barvit in raznolik v uporabi. Vsak zapis besede v knjižnem jeziku pomeni tudi predlog za zapis besede v katalog knjižnega jezika. 
Besede so lahko sestavljene iz črk, pismenk ali drugačnih znamenj. Nekateri jeziki beležijo besede z dodanimi vezaji, daljšimi sklopi pridevnikov ob samostalniku ali v primeru pismenk celo v obliki več podob v eni pismenki. Pri rasti jezika se podpira kreativnost, spoštovanje zakonov slovnice in izrabljanje samostojnega uvajanja tehničnih izrazov, kar je še posebej ključno za udomačitev znanstvenega izražanja. Jezikoslovje si pri tem pomaga tudi s promocijo neologizmov, novih besed.

## Klasifikacija
Slovnica razvršča lekseme nekega jezika v različne skupine besed. Osnovna dvostranska delitev besed, ki je mogoča za skoraj vsak naravni jezik, je delitev na glagole in samostalnike. 
Klasifikacija v več skupin je del tradicije Dionysiusa Thraxa (helenističnega gramatika), ki je razločeval osem kategorij: samostalnik, glagol, pridevnik, zaimek, predlog, prislov, veznik in medmet.
Tudi indijski gramatik Panini je vpeljal podobno delitev na samostalnike in glagole, ta klasifikacija pa temelji na skupini končnic, pripon, ki jih beseda vsebuje.